# Mastro Zacharius o l'orologiaio che aveva perduto l'anima
Mastro Zacharius o l'orologiaio che aveva perduto l'anima (Maître Zacharius ou l'horloger qui avait perdu son âme) è un racconto breve fantastico di sapore hoffmanniano, scritto da Jules Verne nel 1854.
La prima edizione italiana, intitolata Mastro Zaccaria ovvero l'orologiajo che aveva perduto l'anima, risale al 1875 nella raccolta Novelle fantastiche pubblicata dai Fratelli Treves. Le successive edizioni italiane dell'opera riportano vari titoli diversi come Mastro Zaccaria ovvero l'anima dell'orologiaio, Mastro Zacharius,
Mastro Zaccaria: una leggenda ginevrina.
La trama base è piuttosto semplice: un vecchio orologiaio cede l'anima (e poi la figlia) in cambio dell'immortalità dei propri orologi.
Il sapore di molti dettagli della storia è grottesco, in particolare nella sequenza finale.
Compare qui uno degli elementi verniani ricorrenti dei romanzi più leggeri, la giovane coppia di innamorati, più o meno contrastati come in Una città galleggiante, Le Indie nere, Il raggio verde, Il castello dei Carpazi, Caccia alla meteora.

## Edizioni italiane
- Mursia, 1967, nel volume "Viaggio al centro della terra; Mastro Zacharius; Il conte di Chanteleine", traduzione di M. Triboni.
- Mastro Zacharius, a cura di Maurizio Ferrara, Firenze, Passigli, 2005.
- Una traduzione italiana di questo racconto è stata pubblicata dalla rivista Urania, con il titolo Mastro Zaccaria - Leggenda ginevrina e spezzata in quattro parti sui numeri 511(6/4/1969)[2], 512 (20/4/1969)[3], 513 (4/5/1969)[4] e 514 (18/5/1969).[5]